# Microrégion d'Iguatemi
La microrégion d'Iguatemi est l'une des trois microrégions qui subdivisent le sud-ouest de l'État du Mato Grosso do Sul au Brésil.
Elle comporte 16 municipalités qui regroupaient 226 179 habitants en 2010 pour une superficie totale de 22 447 km2.

## Municipalités[1]
- Angélica
- Coronel Sapucaia
- Deodápolis
- Eldorado
- Glória de Dourados
- Iguatemi
- Itaquiraí
- Ivinhema
- Japorã
- Jateí
- Mundo Novo
- Naviraí
- Novo Horizonte do Sul
- Paranhos
- Sete Quedas
- Tacuru